# حسن الدوسري (لاعب كرة قدم)
حسن جلوي الدوسري (بالإنجليزية: Hassan Al-Dossari)‏؛ مواليد 6 فبراير 1995 في ، السعودية، هو لاعب كرة قدم سعودي.

## مسيرة اللاعب
لعب لنادي الفتح ونادي عفيف ونادي النجوم ونادي الثقبة ونادي الهدى.